# ジョゼフ・メルローズ
ジョゼフ・メルローズ（Joseph H. Melrose Jr., 1944年12月26日 - 2014年11月8日）はアメリカ合衆国の外交官。駐シエラレオネ大使を歴任し、シエラレオネ内戦の終結に多大な貢献をした。晩年は母校アーサイナス大学において教鞭をとり、数々の教え子を国際政治の舞台に送り込んだ。

## 経歴
ジョゼフ・メルローズは1969年アメリカ外交部に入局し、ベトナムやシリアにおける海外任務を経験。その後パキスタン・ナイジェリアなど発展途上国を中心に様々な国において外交官として活躍した。
シエラレオネ内戦時は駐シエラレオネ大使として同国に駐在しており、人道援助の観点から国際連合をはじめとする国際機関と協働し内戦の終結に向け尽力した。
また、これらの経験から国際連合内部に強いパイプを有しており、晩年は母校アーサイナス大学において国際関係学の教鞭をとる傍ら、模擬国連全米大会に同校の顧問として参加した。
逝去直前の2014年大会においては、日本の国際教養大学からの交換留学生であった日本人学生2名もメルローズの指導のもとフランス代表として同大会への参加を果たしている。